# Anthophila threnodes
Anthophila threnodes is een vlinder uit de familie glittermotten (Choreutidae). De wetenschappelijke naam is voor het eerst geldig gepubliceerd in 1910 door Walsingham.
De soort komt voor in Europa.